# Load (Album)
Load ist das sechste Studioalbum der US-amerikanischen Metal-Band Metallica. Es wurde am 4. Juni 1996 erstveröffentlicht.

## Entstehung
Während der fünf Jahre nach Erscheinen des Albums Metallica (auch bekannt als „The Black Album“) waren Metallica praktisch ununterbrochen auf Tournee. In dieser Zeit wurden einige Songs geschrieben, die später das Gerüst für Load sein sollten. Im Jahre 1995 begannen sie mit den Aufnahmen für das neue Album gemeinsam mit ihrem Produzenten Bob Rock. Ursprünglich war geplant, ein Doppelalbum aufzunehmen. Man einigte sich jedoch darauf, erst ein Einzelalbum einzuspielen, dann wieder auf Tour zu gehen und sich anschließend den zweiten Part vorzunehmen.
Der Song The Outlaw Torn wurde für das Album gekürzt. Die vollständige Version wurde nachträglich als B-Seite der Single The Memory Remains vom Nachfolgeralbum ReLoad unter der Bezeichnung The Outlaw Torn (Unencumbered by Manufacturing Restrictions Version) mit einer Lauflänge von 10:48 veröffentlicht. Als Grund für die Reduzierung der Spiellänge des Tracks wurde von der Band folgender angegeben:

“When we were doing the final sequencing of the 'LOAD' album, the record company told us that we couldn't go a second past 78:59, or your CDs wouldn't play without potentially skipping. With our 14 songs, we were running about 30 seconds over, and something had to give, so the cool-ass jam at the end of 'Outlaw' got chopped.”

## Musikstil und Aufmachung
Die Veränderung des Musikstils, die Metallica mit dem „Black Album“ im Gegensatz zu dem Vorgänger-Album …And Justice for All begonnen hatte, setzte sich auf Load fort. Load ist kein typisches Heavy-Metal-Album mehr, sondern tendiert auch in Richtung Rock. Dazu kommen Einflüsse aus dem Bluesrock. Weiterhin befinden sich auf dem Album mit Mama Said und Wasting My Hate die ersten Metallica-Stücke, die keine Gitarrensoli beinhalten.
Allein das Erscheinungsbild des neuen Albums hatte nicht mehr viel mit einem Heavy-Metal-Album gemein: Es hatte einen Einband und als Cover diente ein Werk des Künstlers Andres Serrano mit dem Namen „Blood and Semen III“ (Rinderblut mit Ejakulat des Künstlers wurden unter Glas gepresst). Auf dem Album ist zum ersten Mal auch ein neues Bandlogo zu sehen.

## Titelliste
1. Ain’t My Bitch (Hetfield, Ulrich) – 5:04
2. 2 X 4 (Hammett, Hetfield, Ulrich) – 5:28
3. The House Jack Built (Hammett, Hetfield, Ulrich) – 6:39
4. Until It Sleeps (Hetfield, Ulrich) – 4:30
5. King Nothing (Hammett, Hetfield, Ulrich) – 5:28
6. Hero of the Day (Hammett, Hetfield, Ulrich) – 4:22
7. Bleeding Me (Hammett, Hetfield, Ulrich) – 8:18
8. Cure (Hammett, Hetfield, Ulrich) – 4:54
9. Poor Twisted Me (Hetfield, Ulrich) – 4:00
10. Wasting My Hate (Hammett, Hetfield, Ulrich) – 3:57
11. Mama Said (Hetfield, Ulrich) – 5:19
12. Thorn Within (Hammett, Hetfield, Ulrich) – 5:51
13. Ronnie (Hetfield, Ulrich) – 5:17
14. The Outlaw Torn (Hetfield, Ulrich) – 9:49

## Rezeption

### Kritiken
Sowohl mit Load als auch mit dem Nachfolger ReLoad verlor Metallica zahlreiche Heavy-Metal-Fans der alten Schule, die vehement die Musik der 1980er zurückforderten. Sie warfen der Band vor, sie hätte ihre alten Vorbilder verraten. Zum Teil wurde dies auch durch das neue Erscheinungsbild erklärt, welches die Band nun mit kurzen Haaren und manche Bandmitglieder mit dezenter Schminke zeigt. Weiterhin warf man ihnen vor, ihre Musik sei zu kommerziell geworden und hätte nichts mehr mit Metal zu tun.

### Auszeichnungen
Metallica wurde für dieses Album zweimal mit dem American Music Award ausgezeichnet. Metallica selbst gewann die Auszeichnung in der Kategorie „American Music Awards Favourite Heavy Metal – Hard Rock Artist“, die erfolgreiche Single Until It Sleeps errang den Award in der Kategorie „Favourite Metal/Hard Rock Song“. Das Lied gewann außerdem den MTV Music Award für das beste Metal-Video.

## Kommerzieller Erfolg
Load verkaufte sich nicht so gut wie das Black Album, stellte aber dennoch insgesamt einen sehr großen kommerziellen Erfolg dar. So erreichte das Album die Spitzenpositionen in den Vereinigten Staaten, Großbritannien und Deutschland. Load wurde in Großbritannien mit Platin, in Deutschland mit Fünffach-Gold und in den USA mit Fünffach-Platin ausgezeichnet. In Deutschland zählt das Album mit 1,25 Millionen verkauften Exemplaren zu den meistverkauften Musikalben seit 1975. In den österreichischen Charts hielt sich das Album fünf Wochen auf Platz eins und 21 Wochen in den Charts und wurde mit Platin ausgezeichnet.

### Chartplatzierungen
| ChartsChartplatzierungen       | Höchstplatzierung | Wochen |
| ------------------------------ | ----------------- | ------ |
| Deutschland (GfK)              | 1 (39 Wo.)        | 39     |
| Österreich (Ö3)                | 1 (21 Wo.)        | 21     |
| Schweiz (IFPI)                 | 1 (21 Wo.)        | 21     |
| Vereinigte Staaten (Billboard) | 1 (99 Wo.)        | 99     |
| Vereinigtes Königreich (OCC)   | 1 (22 Wo.)        | 22     |

| ChartsJahrescharts (1996)    | Platzierung |
| ---------------------------- | ----------- |
| Deutschland (GfK)            | 6           |
| Österreich (Ö3)              | 6           |
| Schweiz (IFPI)               | 23          |
| Vereinigtes Königreich (OCC) | 59          |

### Auszeichnungen für Musikverkäufe
| Land/Region                  | Auszeichnungen für Musikverkäufe (Land/Region, Auszeichnung, Verkäufe) | Verkäufe    |
| ---------------------------- | ---------------------------------------------------------------------- | ----------- |
| Argentinien (CAPIF)          | Platin                                                                 | 60.000      |
| Australien (ARIA)            | 5× Platin                                                              | 350.000     |
| Belgien (BRMA)               | Gold                                                                   | 25.000      |
| Brasilien (PMB)              | Gold                                                                   | 100.000     |
| Deutschland (BVMI)           | 5× Gold                                                                | 1.250.000   |
| Europa (IFPI)                | 2× Platin                                                              | (2.000.000) |
| Finnland (IFPI)              | Platin                                                                 | 64.384      |
| Frankreich (SNEP)            | Gold                                                                   | 100.000     |
| Japan (RIAJ)                 | Platin                                                                 | 200.000     |
| Kanada (MC)                  | 4× Platin                                                              | 400.000     |
| Neuseeland (RMNZ)            | 3× Platin                                                              | 45.000      |
| Niederlande (NVPI)           | Gold                                                                   | 50.000      |
| Norwegen (IFPI)              | Platin                                                                 | 50.000      |
| Österreich (IFPI)            | Platin                                                                 | 50.000      |
| Polen (ZPAV)                 | Platin                                                                 | 100.000     |
| Schweden (IFPI)              | Platin                                                                 | 100.000     |
| Spanien (Promusicae)         | Platin                                                                 | 100.000     |
| Ungarn (MAHASZ)              | Gold                                                                   | 25.000      |
| Uruguay (CUD)                | Gold                                                                   | 3.000       |
| Vereinigte Staaten (RIAA)    | 5× Platin                                                              | 5.000.000   |
| Vereinigtes Königreich (BPI) | Platin                                                                 | 300.000     |
| Insgesamt                    | 7× Gold · 30× Platin ·                                                 | 8.372.384   |

Hauptartikel: Metallica/Auszeichnungen für Musikverkäufe